# Лама деи Пелињи
Лама деи Пелињи (итал. Lama dei Peligni) је насеље у Италији у округу Кјети, региону Абруцо.
Према процени из 2011. у насељу је живело 1163 становника. Насеље се налази на надморској висини од 674 м.

## Становништво
| 1931. | 1936. | 1951. | 1961. | 1971. | 1981. | 1991. | 2001. | 2011. |
| ----- | ----- | ----- | ----- | ----- | ----- | ----- | ----- | ----- |
| 3.008 | 3.015 | 2.855 | 2.458 | 1.839 | 1.562 | 1.515 | 1.486 | 1.364 |